# Línea 498A (Interurbanos Madrid)
La línea 498A de la red de autobuses interurbanos de Madrid une Móstoles Central con Intu Xanadú (Arroyomolinos)

## Características
Esta línea une en 20 minutos la estación de tren de Móstoles con el centro comercial Intu Xanadú, situado en Arroyomolinos.
La línea mantiene los mismos horarios todo el año (exceptuando las vísperas de festivo y festivos de Navidad).
Es operada por la empresa Martín mediante la concesión administrativa VCM-404 - Madrid – Leganés – Fuenlabrada (Viajeros Comunidad de Madrid) del Consorcio Regional de Transportes de Madrid.

## Horarios
| Lunes a jueves laborables |                           |                           |                           |                           |                           |                           |                           |                           |                           |                           |                           |                           |                           |                           |                           |                           |                           |                           |                           |                           |                           |                           |                           |                           |                           |                           |                           |                           |                           |                           |                           |                           |                           |                           |                           |                           |                           |                           |                           |
| Móstoles Central > Xanadú | Móstoles Central > Xanadú | Móstoles Central > Xanadú | Móstoles Central > Xanadú | Móstoles Central > Xanadú | Móstoles Central > Xanadú | Móstoles Central > Xanadú | Móstoles Central > Xanadú | Móstoles Central > Xanadú | Móstoles Central > Xanadú | Móstoles Central > Xanadú | Móstoles Central > Xanadú | Móstoles Central > Xanadú | Móstoles Central > Xanadú | Móstoles Central > Xanadú | Móstoles Central > Xanadú | Móstoles Central > Xanadú | Móstoles Central > Xanadú | Móstoles Central > Xanadú | Móstoles Central > Xanadú | Xanadú > Móstoles Central | Xanadú > Móstoles Central | Xanadú > Móstoles Central | Xanadú > Móstoles Central | Xanadú > Móstoles Central | Xanadú > Móstoles Central | Xanadú > Móstoles Central | Xanadú > Móstoles Central | Xanadú > Móstoles Central | Xanadú > Móstoles Central | Xanadú > Móstoles Central | Xanadú > Móstoles Central | Xanadú > Móstoles Central | Xanadú > Móstoles Central | Xanadú > Móstoles Central | Xanadú > Móstoles Central | Xanadú > Móstoles Central | Xanadú > Móstoles Central | Xanadú > Móstoles Central | Xanadú > Móstoles Central |
| 06                        | 07                        | 08                        | 09                        | 10                        | 11                        | 12                        | 13                        | 14                        | 15                        | 16                        | 17                        | 18                        | 19                        | 20                        | 21                        | 22                        | 23                        | 00                        | 01                        | 06                        | 07                        | 08                        | 09                        | 10                        | 11                        | 12                        | 13                        | 14                        | 15                        | 16                        | 17                        | 18                        | 19                        | 20                        | 21                        | 22                        | 23                        | 00                        | 01                        |
| 55                        | 25 55                     | 25 55                     | 25 55                     | 25 55                     | 25 55                     | 25 55                     | 25 55                     | 25 55                     | 25 55                     | 25 55                     | 25 55                     | 05 25 45                  | 05 25 45                  | 05 25 45                  | 05 25 40                  | 00 15 30 40               | 20                        | 00                        | 00                        | 25 55                     | 25 55                     | 25 55                     | 25 50                     | 25 55                     | 25 55                     | 25 55                     | 25 55                     | 25 55                     | 25 55                     | 25 55                     | 15 35 55                  | 15 35 55                  | 15 35 55                  | 15 35 55                  | 15 35 50                  | 05 20 45                  | 00 40                     | 30                        | 30                        |
| Viernes laborables        |                           |                           |                           |                           |                           |                           |                           |                           |                           |                           |                           |                           |                           |                           |                           |                           |                           |                           |                           |                           |                           |                           |                           |                           |                           |                           |                           |                           |                           |                           |                           |                           |                           |                           |                           |                           |                           |                           |                           |
| Móstoles Central > Xanadú | Móstoles Central > Xanadú | Móstoles Central > Xanadú | Móstoles Central > Xanadú | Móstoles Central > Xanadú | Móstoles Central > Xanadú | Móstoles Central > Xanadú | Móstoles Central > Xanadú | Móstoles Central > Xanadú | Móstoles Central > Xanadú | Móstoles Central > Xanadú | Móstoles Central > Xanadú | Móstoles Central > Xanadú | Móstoles Central > Xanadú | Móstoles Central > Xanadú | Móstoles Central > Xanadú | Móstoles Central > Xanadú | Móstoles Central > Xanadú | Móstoles Central > Xanadú | Móstoles Central > Xanadú | Xanadú > Móstoles Central | Xanadú > Móstoles Central | Xanadú > Móstoles Central | Xanadú > Móstoles Central | Xanadú > Móstoles Central | Xanadú > Móstoles Central | Xanadú > Móstoles Central | Xanadú > Móstoles Central | Xanadú > Móstoles Central | Xanadú > Móstoles Central | Xanadú > Móstoles Central | Xanadú > Móstoles Central | Xanadú > Móstoles Central | Xanadú > Móstoles Central | Xanadú > Móstoles Central | Xanadú > Móstoles Central | Xanadú > Móstoles Central | Xanadú > Móstoles Central | Xanadú > Móstoles Central | Xanadú > Móstoles Central |
| 06                        | 07                        | 08                        | 09                        | 10                        | 11                        | 12                        | 13                        | 14                        | 15                        | 16                        | 17                        | 18                        | 19                        | 20                        | 21                        | 22                        | 23                        | 00                        | 01                        | 06                        | 07                        | 08                        | 09                        | 10                        | 11                        | 12                        | 13                        | 14                        | 15                        | 16                        | 17                        | 18                        | 19                        | 20                        | 21                        | 22                        | 23                        | 00                        | 01                        |
| 55                        | 25 55                     | 25 55                     | 25 50                     | 15 40                     | 05 30 55                  | 20 45                     | 10 35                     | 00 25 50                  | 15 40                     | 05 35                     | 10 30 50                  | 10 30 50                  | 10 30 50                  | 10 30 50                  | 10 30 50                  | 10 25 40                  | 00 20 40                  |                           |                           | 25 55                     | 25 55                     | 25 55                     | 25 50                     | 15 40                     | 05 30 55                  | 20 45                     | 10 35                     | 00 25 50                  | 15 40                     | 05 35                     | 00 20 40                  | 00 20 40                  | 00 20 40                  | 00 20 40                  | 00 20 40                  | 00 20 40                  | 00 20 40                  | 00                        |                           |
| Sábados laborables        |                           |                           |                           |                           |                           |                           |                           |                           |                           |                           |                           |                           |                           |                           |                           |                           |                           |                           |                           |                           |                           |                           |                           |                           |                           |                           |                           |                           |                           |                           |                           |                           |                           |                           |                           |                           |                           |                           |                           |
| Móstoles Central > Xanadú | Móstoles Central > Xanadú | Móstoles Central > Xanadú | Móstoles Central > Xanadú | Móstoles Central > Xanadú | Móstoles Central > Xanadú | Móstoles Central > Xanadú | Móstoles Central > Xanadú | Móstoles Central > Xanadú | Móstoles Central > Xanadú | Móstoles Central > Xanadú | Móstoles Central > Xanadú | Móstoles Central > Xanadú | Móstoles Central > Xanadú | Móstoles Central > Xanadú | Móstoles Central > Xanadú | Móstoles Central > Xanadú | Móstoles Central > Xanadú | Móstoles Central > Xanadú | Móstoles Central > Xanadú | Xanadú > Móstoles Central | Xanadú > Móstoles Central | Xanadú > Móstoles Central | Xanadú > Móstoles Central | Xanadú > Móstoles Central | Xanadú > Móstoles Central | Xanadú > Móstoles Central | Xanadú > Móstoles Central | Xanadú > Móstoles Central | Xanadú > Móstoles Central | Xanadú > Móstoles Central | Xanadú > Móstoles Central | Xanadú > Móstoles Central | Xanadú > Móstoles Central | Xanadú > Móstoles Central | Xanadú > Móstoles Central | Xanadú > Móstoles Central | Xanadú > Móstoles Central | Xanadú > Móstoles Central | Xanadú > Móstoles Central |
| 06                        | 07                        | 08                        | 09                        | 10                        | 11                        | 12                        | 13                        | 14                        | 15                        | 16                        | 17                        | 18                        | 19                        | 20                        | 21                        | 22                        | 23                        | 00                        | 01                        | 06                        | 07                        | 08                        | 09                        | 10                        | 11                        | 12                        | 13                        | 14                        | 15                        | 16                        | 17                        | 18                        | 19                        | 20                        | 21                        | 22                        | 23                        | 00                        | 01                        |
|                           | 00 20 40                  | 00 20 40                  | 00 20 40                  | 00 20 40                  | 00 20 40                  | 00 20 40                  | 00 20 40                  | 00 20 40                  | 00 20 40                  | 00 20 40                  | 00 20 40                  | 00 20 40                  | 00 20 40                  | 00 20 40                  | 00 20 40                  | 00 20 40                  | 15 40                     | 25                        |                           | 50                        | 10 30 50                  | 10 30 50                  | 10 30 50                  | 10 30 50                  | 10 30 50                  | 10 30 50                  | 10 30 50                  | 10 30 50                  | 10 30 50                  | 10 30 50                  | 10 30 50                  | 10 30 50                  | 10 30 50                  | 10 30 50                  | 10 30 50                  | 10 30 50                  | 15 40                     | 00                        |                           |
| Domingos y festivos       |                           |                           |                           |                           |                           |                           |                           |                           |                           |                           |                           |                           |                           |                           |                           |                           |                           |                           |                           |                           |                           |                           |                           |                           |                           |                           |                           |                           |                           |                           |                           |                           |                           |                           |                           |                           |                           |                           |                           |
| Móstoles Central > Xanadú | Móstoles Central > Xanadú | Móstoles Central > Xanadú | Móstoles Central > Xanadú | Móstoles Central > Xanadú | Móstoles Central > Xanadú | Móstoles Central > Xanadú | Móstoles Central > Xanadú | Móstoles Central > Xanadú | Móstoles Central > Xanadú | Móstoles Central > Xanadú | Móstoles Central > Xanadú | Móstoles Central > Xanadú | Móstoles Central > Xanadú | Móstoles Central > Xanadú | Móstoles Central > Xanadú | Móstoles Central > Xanadú | Móstoles Central > Xanadú | Móstoles Central > Xanadú | Móstoles Central > Xanadú | Xanadú > Móstoles Central | Xanadú > Móstoles Central | Xanadú > Móstoles Central | Xanadú > Móstoles Central | Xanadú > Móstoles Central | Xanadú > Móstoles Central | Xanadú > Móstoles Central | Xanadú > Móstoles Central | Xanadú > Móstoles Central | Xanadú > Móstoles Central | Xanadú > Móstoles Central | Xanadú > Móstoles Central | Xanadú > Móstoles Central | Xanadú > Móstoles Central | Xanadú > Móstoles Central | Xanadú > Móstoles Central | Xanadú > Móstoles Central | Xanadú > Móstoles Central | Xanadú > Móstoles Central | Xanadú > Móstoles Central |
| 06                        | 07                        | 08                        | 09                        | 10                        | 11                        | 12                        | 13                        | 14                        | 15                        | 16                        | 17                        | 18                        | 19                        | 20                        | 21                        | 22                        | 23                        | 00                        | 01                        | 06                        | 07                        | 08                        | 09                        | 10                        | 11                        | 12                        | 13                        | 14                        | 15                        | 16                        | 17                        | 18                        | 19                        | 20                        | 21                        | 22                        | 23                        | 00                        | 01                        |
|                           |                           | 10 30 50                  | 10 30 50                  | 10 30 50                  | 10 30 50                  | 10 30 50                  | 10 30 50                  | 10 30 50                  | 10 30 50                  | 10 30 50                  | 10 30 50                  | 10 30 50                  | 10 30 50                  | 10 30 50                  | 10 30 50                  | 10 30 50                  | 10 30                     | 00                        | 00 50                     |                           | 40                        | 40                        | 00 20 40                  | 00 20 40                  | 00 20 40                  | 00 20 40                  | 00 20 40                  | 00 20 40                  | 00 20 40                  | 00 20 40                  | 00 20 40                  | 00 20 40                  | 00 20 40                  | 00 20 40                  | 00 20 40                  | 00 20 40                  | 00 30                     | 30                        | 30                        |

## Recorrido y paradas

### Sentido Xanadú
| Código | Parada                                 | Común con                                    | Conexión con Metro y Cercanías | Municipio     | Zona |
| ------ | -------------------------------------- | -------------------------------------------- | ------------------------------ | ------------- | ---- |
| 19274  | Av. Portugal - Est. Móstoles Central   | 499 519                                      | Móstoles Central               | Móstoles      |      |
| 08622  | Av. Portugal - Parque Finca Liana      | 498 499 519 529 529A 529H 531 531A           |                                | Móstoles      |      |
| 16540  | Av. Portugal - Benito Pérez Galdós     | 498 499 519 529 529A 529H 531 531A           |                                | Móstoles      |      |
| 08988  | Av. Portugal - Av. Dos de Mayo         | 498 499 524 526 529 529A 529H 531 531A 535 5 |                                | Móstoles      |      |
| 08976  | Av. Portugal - Concesionario           | 498 499 529 529A 529H 531 531A 535 5         |                                | Móstoles      |      |
| 15324  | C. C. Madrid Xanadú - Cines            | 496                                          |                                | Arroyomolinos |      |
| 15326  | C. C. Madrid Xanadú - Centro de Ocio   | 496                                          |                                | Arroyomolinos |      |
| 15329  | C. C. Madrid Xanadú - Centro Comercial | 496 534                                      |                                | Arroyomolinos |      |
| 15330  | C. C. Madrid Xanadú - Aparcamiento     | 496 534                                      |                                | Arroyomolinos |      |
| 15403  | Puerto de Somosierra - Ctra. M413      | 534                                          |                                | Arroyomolinos |      |

### Sentido Móstoles Central
| Código | Parada                                 | Común con                                            | Conexión con Metro y Cercanías | Municipio     | Zona |
| ------ | -------------------------------------- | ---------------------------------------------------- | ------------------------------ | ------------- | ---- |
| 15404  | Puerto de Somosierra - Ctra. M413      | 534                                                  |                                | Arroyomolinos |      |
| 15331  | C. C. Madrid Xanadú - Aparcamiento     | 496 534                                              |                                | Arroyomolinos |      |
| 15328  | C. C. Madrid Xanadú - Centro Comercial | 496 534                                              |                                | Arroyomolinos |      |
| 15327  | C. C. Madrid Xanadú - Centro de Ocio   | 496                                                  |                                | Arroyomolinos |      |
| 15325  | C. C. Madrid Xanadú - Cines            | 496                                                  |                                | Arroyomolinos |      |
| 08977  | Av. Portugal - Concesionario           | 498 499 529 529A 529H 531 531A 535 5                 |                                | Móstoles      |      |
| 18532  | Av. Portugal - Rio Duero               | 498 499 519 522 524 526 529 529A 529H 531 531A 535 5 |                                | Móstoles      |      |
| 16539  | Av. Portugal - Orense                  | 498 499 529 529A 529H 531 531A                       |                                | Móstoles      |      |
| 08606  | Av. Portugal - Juan de Ocaña           | 499 529 529A 529H 531 531A 535 5                     |                                | Móstoles      |      |
| 19275  | Av. Portugal - Est. Móstoles Central   | 499 529 529A 529H 531 531A 535 5                     | Móstoles Central               | Móstoles      |      |